# Henrich Smet

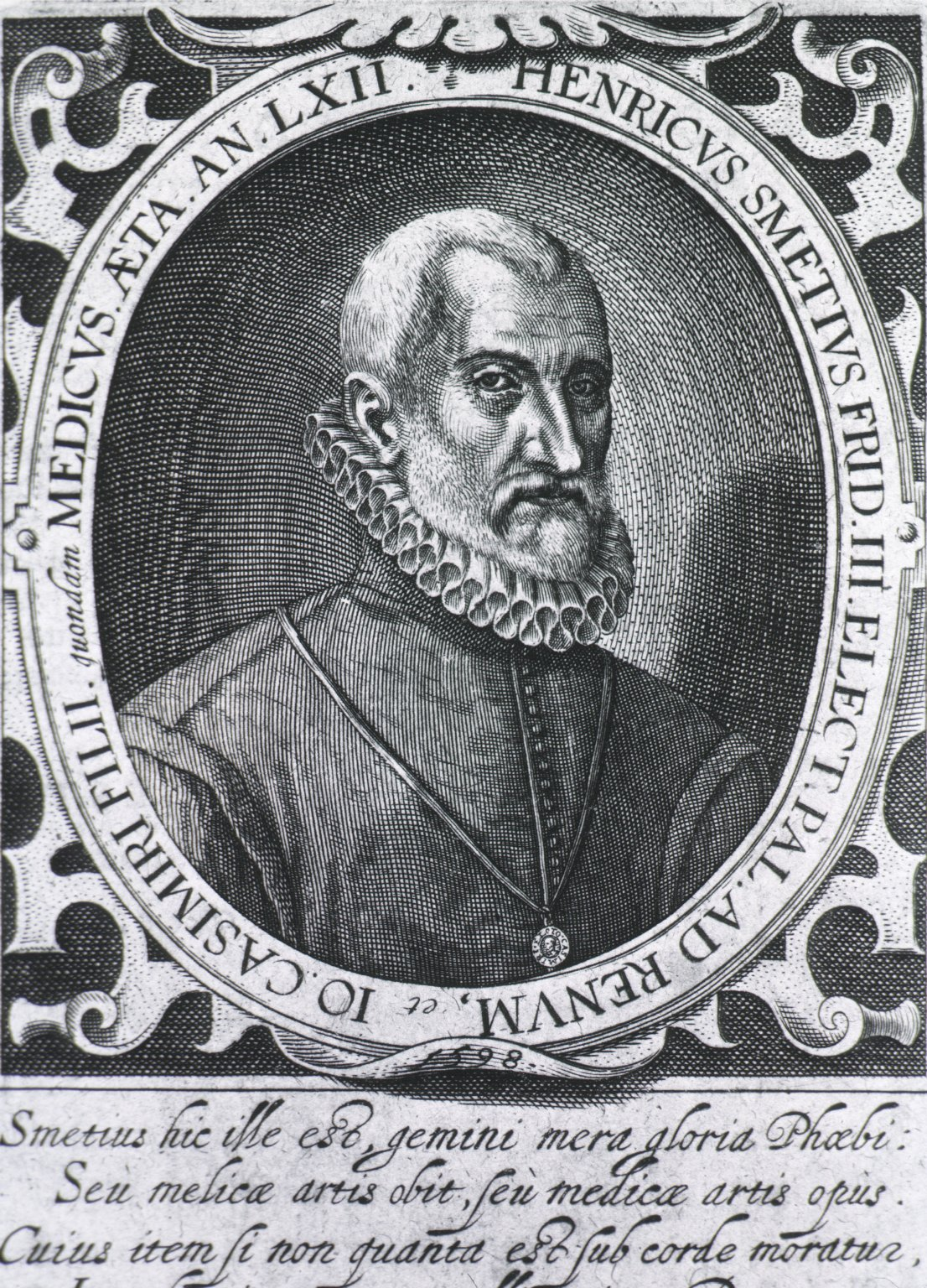
Darstellung von Henrich Smet

Henrich Smet (auch: Henricus Smetius Alostanus, Henricus Smetius a Leda oder Hendrik de Smet; * 29. Juni 1535 oder 1537 in Lede; † 15. März 1614 in Heidelberg) war ein Mediziner und humanistischer Gelehrter.

## Leben
Henrich Smet war der Sohn des Arztes und Senators Robert Smet († 1540). Zunächst von Hauslehrern und seiner Mutter unterrichtet, besuchte er ab dem 12. Lebensjahr eine Schule in Gent. Um 1553 begann er ein Studium an der Universität Löwen, wobei er sich neben dem Hauptfach Medizin auch philosophischen, philologischen und historischen Studien widmete. Danach setzte er sein Studium in Rostock, Heidelberg und schließlich Bologna fort, wo er 1561 zum Doktor der Medizin promoviert wurde.
Nach dem Studium ließ sich Smet in Antwerpen als Arzt nieder und heiratete Johanna Corputia, Tochter des Konsuls Johannes Corputius. Aufgrund der religiösen und politischen Verhältnisse verließ er jedoch nach sechs Jahren die Niederlande und trat eine Stelle als Leibarzt des Grafen von Lippe in Lemgo an, wo er sieben Jahre praktizierte. 1574 zog er nach Heidelberg und war kurzzeitig Leibarzt des  Kurfürsten Friedrich III., von der Pfalz, der jedoch bereits 1576 starb. Als Calvinist wurde Smet von dessen Nachfolger Ludwig VI. nicht weiterbeschäftigt. Stattdessen berief ihn der zweite Sohn Friedrich’s III., Johann Kasimir, an seinen Hof und übertrug ihm außerdem eine Professur am neu gegründeten Casimirianum Neustadt.
Im April 1585 wurde Smet von der Universität wieder nach Heidelberg zurückberufen und lehrte dort als ordentlicher Professor der Medizin. Mehrfach wurde er auch zum Rektor der Universität gewählt. Er veröffentlichte verschiedene philologische Schriften wie die „Prosodia in novam formam digesta“ (1599) sowie medizinische wie die „Miscellanea medica“ in 12 Bänden (1611). Seine Tätigkeit als Arzt, der er zunächst auch in Heidelberg nachgegangen war, gab er ca. 25 Jahre vor seinem Tod auf. 1614 starb er an den Folgen eines Falls auf Glatteis, bei dem er sich die Hüfte schwer verletzte.
Smets Tochter Johanna (1570–1594) heiratete den Philologen Jan Gruter und seine Tochter Anna († 1596) den reformierten Theologen Jakob Kimedoncius. 

## Werke
- Henrici Smetii (...) Juvenilia sacra regnum judaïcorum. Heidelberg 1594.
- Henrici Smetii, Parentalia (...). Heidelberg 1594.
- Miscellanea (...) Medica. Frankfurt: Jonas Rhodius, 1611.
- Oratio de febri tertiana intermittente. Heidelberg 1587.
- Prosodia Henrici Smetii, med. d. prontissima (...). Frankfurt 1599.
- Prosodia in novam formam digesta. Amsterdam, bij H. & T. Boom, 1683 (reprint von 1599)
- Ueber Alter und Vortrefflichkeit der Medicin : aus dem Lateinischen des Henricus Smetius a Leda ed. Gustav Waltz. 1889.